# Bradley Beal
Pour les articles homonymes, voir Beal.
Bradley Emmanuel Beal, né le 28 juin 1993 à Saint-Louis dans le Missouri (États-Unis), est un joueur américain de basket-ball évoluant au poste d'arrière.
Sélectionné en troisième position de la draft 2012 par les Wizards de Washington, il évolue sous le maillot de la franchise de la capitale fédérale pendant 11 ans avant d'être transféré en 2023 vers les Suns de Phoenix.

## Biographie

### Jeunesse en sélection
À l'été 2010, Beal participe avec les États-Unis au Championnat du monde des 17 ans et moins qui se déroule à Hambourg. Les États-Unis remportent la compétition et Beal est nommé meilleur joueur, MVP, ainsi que dans la meilleure équipe de la compétition avec son compatriote James McAdoo, le canadien Kevin Pangos et les polonais Przemysław Karnowski et Mateusz Ponitka.

### Carrière universitaire
Entre 2011 et 2012, il joue pour les Gators à l'université de Floride.
Pour son premier match universitaire, Beal a débuté le match et enregistré 14 points.Il termine la saison avec une moyenne de 14,8 points par match. Il a également contribué pour que l'équipe accède à l’Elite Eight pendant le tournoi NCAA avant d’être évincé par Louisville.

### Carrière professionnelle

#### Wizards de Washington (2012-2023)

##### Honneurs lors de sa première saison (2012-2013)
Le 28 juin 2012, il est choisi en troisième position de la Draft 2012 de la NBA par les Wizards de Washington après une belle saison universitaire avec les Gators de la Floride. Après deux titres de rookie du mois pour sa conférence, il termine la saison dans la First NBA All-Rookie Team, dont les quatre autres membres sont Damian Lillard, Anthony Davis, Harrison Barnes et Dion Waiters. Il fait son apparition au NBA All-Star Game 2013 lors du Rising Stars Challenge. Il termine sa première saison professionnelle à la troisième place dans la course au titre de NBA Rookie of the Year.

##### Saisons jonchées par les blessures (2013-2016)
Le 10 novembre 2013, Beal a battu son record en carrière en inscrivant 34 points en prolongation contre le Thunder d'Oklahoma City. Il améliore ensuite son record en carrière avec 37 points dans une défaite contre les Grizzlies de Memphis. Il termine deuxième lors du concours à trois points lors du NBA All-Star Game 2014 à La Nouvelle-Orléans, perdant contre Marco Belinelli. Le 29 avril 2014, Beal et les Wizards ont battu les Bulls de Chicago au premier tour des playoffs, permettant à l’équipe d'atteindre les demi-finales de conférence, un exploit que la franchise n’avait pas atteint depuis 2005.

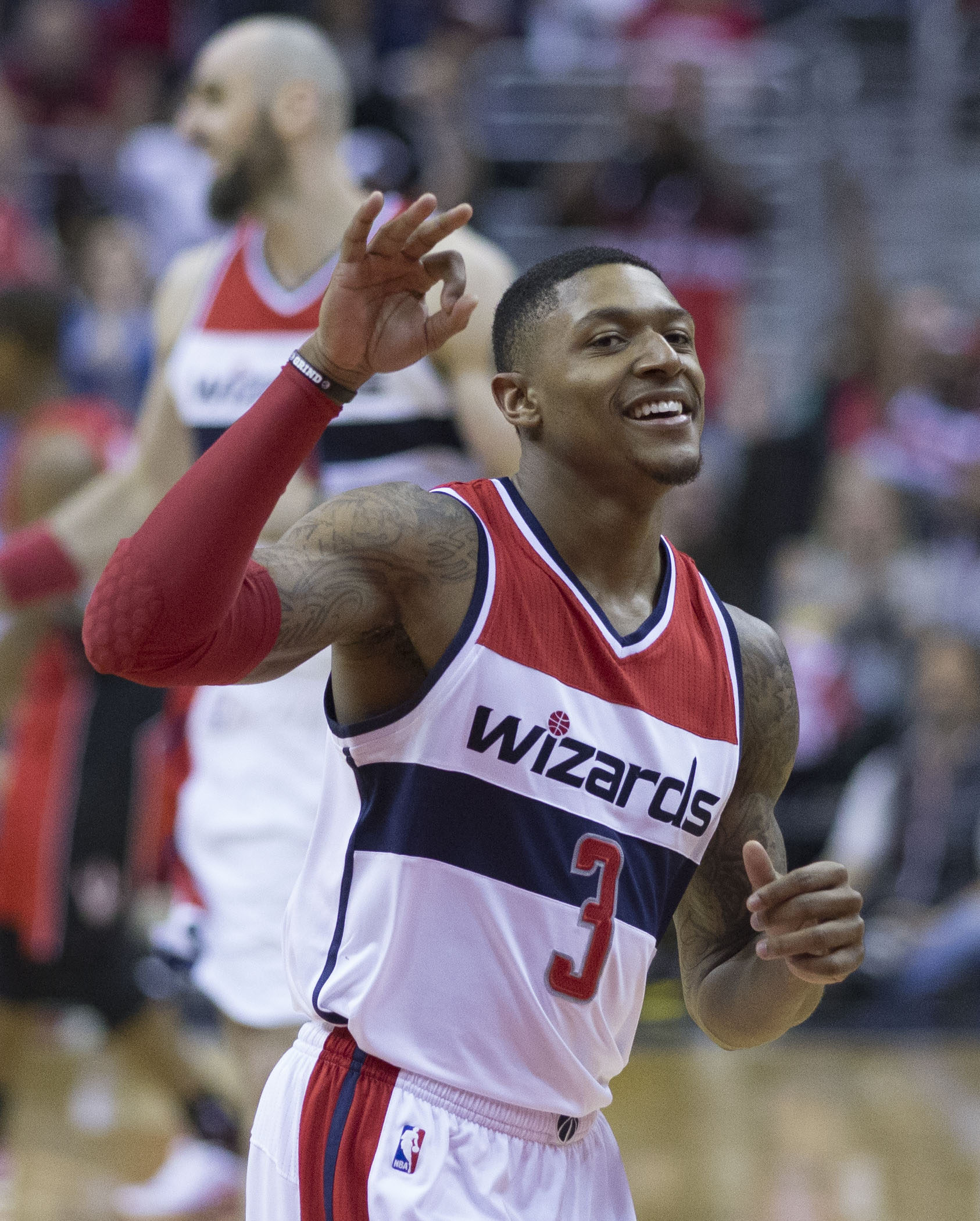
Beal en 2015.

Le 11 octobre 2014, Beal a subi une IRM qui a révélé une fracture non localisée de l’os scaphoïde au niveau du poignet gauche, ce qui a nécessité une intervention chirurgicale. Il a par la suite été écarté des terrains entre six et huit semaines. Après avoir raté les neuf premiers matchs de la saison, il fait ses débuts le 19 novembre contre les Mavericks de Dallas. En un peu moins de 26 minutes, il enregistre 21 points, 3 rebonds, 3 passes décisives et 1 interception. Le 10 décembre, il inscrit son premier panier victorieux contre le Magic d'Orlando, avec moins d'une seconde à jouer.
Le 5 février 2015, Beal se blesse au gros orteil droit et a été mis de côté indéfiniment après que les tests subséquents aient révélés une légère réaction de stress dans son péroné droit. Dans le premier match de la demi-finale de conférence des playoffs 2015, contre les Hawks d'Atlanta, Beal a battu son record en carrière en playoffs avec 28 points malgré une entorse à la cheville au début du quatrième quart-temps. Lors du quatrième match de la série le 11 mai, il inscrit cette fois-ci 34 points dans une défaite, menant la série à 2-2. Les Wizards ont perdu la série contre les Hawks en six matchs.
Beal a connu une saison 2015-2016 marquée par des blessures, ayant raté trois matchs à la mi-novembre avec une blessure à l’épaule et 16 matchs de la mi-décembre jusque mi-janvier à cause d'une blessure à la jambe droite. Il fait un autre passage sur le banc de touche au début du mois de mars, manquant trois matchs avec une entorse au bassin. Il dispute 55 matchs sur cette saison, dont 35 titularisations et enregistre une moyenne de 17,4 points par match.

##### Année de progression (2016-2017)
Le 26 juillet 2016, Beal signe un nouveau contrat avec les Wizards. Le 19 novembre 2016, il inscrit 34 points dans une défaite contre le Heat de Miami. Deux jours plus tard, il dispute 30 matchs consécutifs, pour la première fois en cinq années de carrière, enregistrant un nouveau record en carrière avec 42 points dans une victoire contre les Suns de Phoenix. Le 27 novembre, il est condamné à une amende de 15 000 $ pour s’être agrippé à la gorge d’Evan Fournier pendant le match des Wizards contre le Magic deux jours plus tôt. Le 28 novembre, il marque 31 points et inscrit sept paniers à trois points, son record, dans une victoire en prolongation contre les Kings de Sacramento.
Avec deux paniers à trois points inscrits, le 16 décembre, contre les Pistons de Détroit, Beal a atteint 501 paniers à trois points en carrière et est devenu le troisième joueur des Wizards à dépasser la barre des 500, rejoignant Gilbert Arenas et Antawn Jamison. Le 18 décembre et le 6 février 2017, il inscrit 41 points à deux reprises. Le 24 février 2017, il inscrit 40 points dans une défaite contre les 76ers de Philadelphie, enregistrant son quatrième match à au moins 40 points sur la saison.
Le 12 mai 2017, lors des playoffs, Beal a aidé les Wizards à éviter l’élimination et à forcer un match 7 dans leur série éliminatoire, de demi-finale de conférence, contre les Celtics de Boston avec 33 points. Au septième match, trois jours plus tard, Beal a mené les Wizards avec 38 points, dont 24 en seconde période, mais il n’a pas pu les mener à la victoire puisqu’ils ont perdu 115-105, menant à l'élimination des playoffs.

##### Première sélection de All-Star (2017-2018)

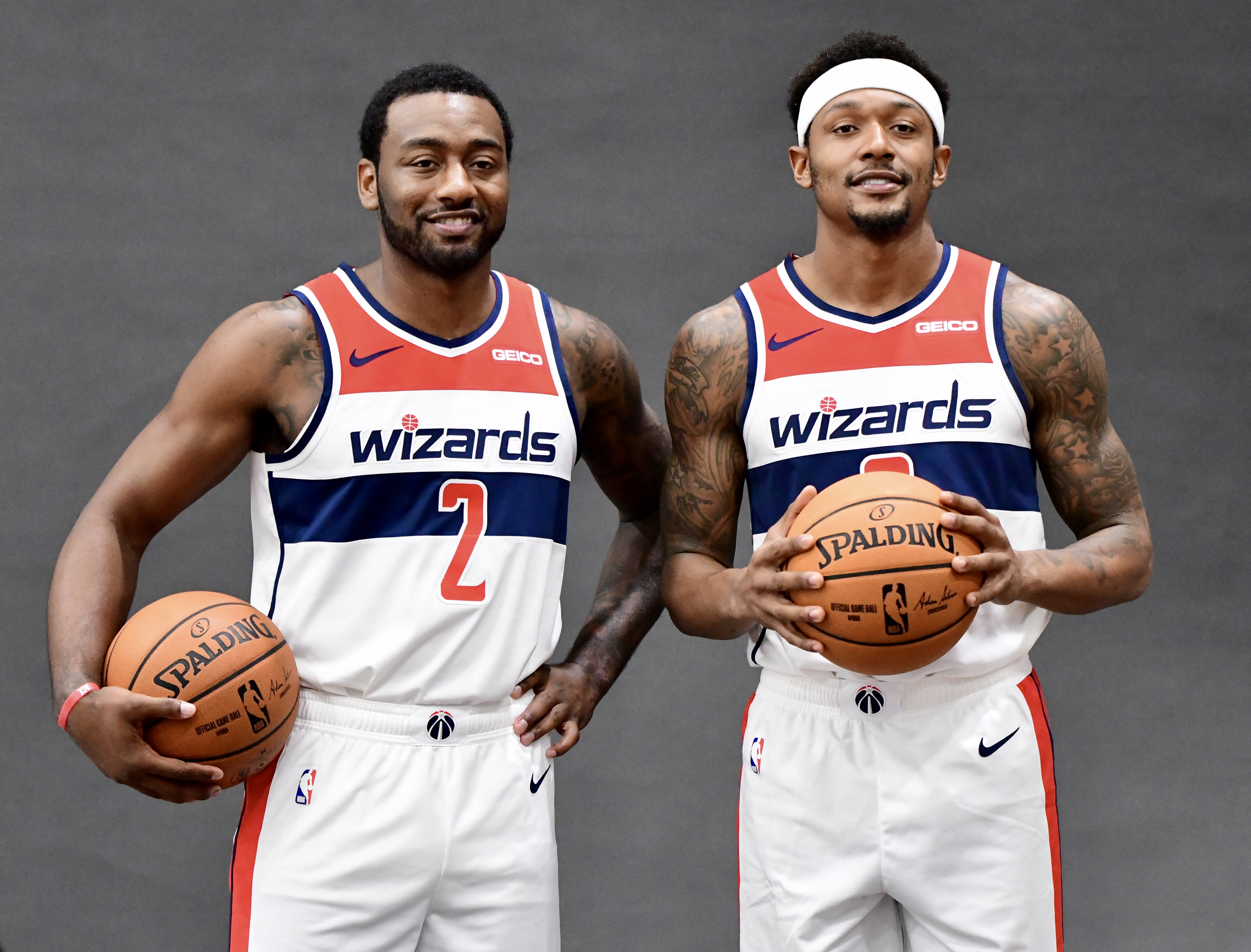
Beal avec son coéquipier John Wall (à droite).

Le 20 novembre 2017, lors d’une victoire contre les Bucks de Milwaukee, Beal est devenu le plus jeune joueur de l’histoire de la NBA à atteindre 700 paniers à trois points inscrits. Le 5 décembre 2017, il marque 51 points, un nouveau record en carrière, dans une victoire contre les Trail Blazers de Portland. Le 31 décembre 2017, Beal a inscrit 17 de ses 39 points au quatrième quart-temps pour mener Washington à une victoire contre les Bulls de Chicago. Il a marqué 15 points d’affilée afin de permettre aux Wizards de rattraper un déficit de huit points au début du dernier quart-temps. Il a également pris neuf rebonds et délivré neuf passes décisives au cours du match. Beal a ensuite été nommé joueur de la semaine de la conférence Est pour la dernière semaine de décembre. Le 23 janvier 2018, Beal obtient sa première sélection au NBA All-Star Game. 
Au cours des playoffs, lors du troisième match de la série éliminatoire des Wizards contre les Raptors de Toronto, Beal a inscrit 21 de ses 28 points en première mi-temps, alors que les Wizards ont réduit le déficit de la série à 2-1 avec une victoire 122-103. Dans le match 4, Beal a marqué 31 points dans une nouvelle victoire, aidant les Wizards à égaler dans la série. Les Wizards ont perdu la série en six matchs, malgré les 32 points de Beal dans une défaite 102-92 au 6e match.

##### Années sans playoffs (2018-2020)
Le 20 octobre 2018, Beal a marqué 32 points, avec 6 paniers à trois points inscrits contre les Raptors de Toronto. Il devient alors le joueur de la franchise des Wizards à avoir inscrit le plus grand nombre de paniers à trois points, dépassant Gilbert Arenas et ses 868 paniers longue distance. Le 14 novembre, il inscrit son 900e panier à trois points en carrière, devenant le plus jeune joueur de l’histoire de la NBA à atteindre ce total. Il a ensuite été nommé joueur de la semaine de la conférence Est pour les matchs joués du 3 décembre au 9 décembre 2018. Le 22 décembre, il enregistre son premier triple-double en carrière avec 40 points, 15 passes décisives et 11 rebonds. Le 13 janvier 2019, il réalise son second triple-double de la saison, avec une performance de 43 points et 15 passes décisives, ainsi que 10 rebonds, en double prolongation contre les Raptors de Toronto. Il s’est joint à Oscar Robertson en tant que seul joueur de l’histoire de la NBA avec plusieurs matchs avec au moins 40 points, 15 passes décisives et 10 rebonds en une saison.

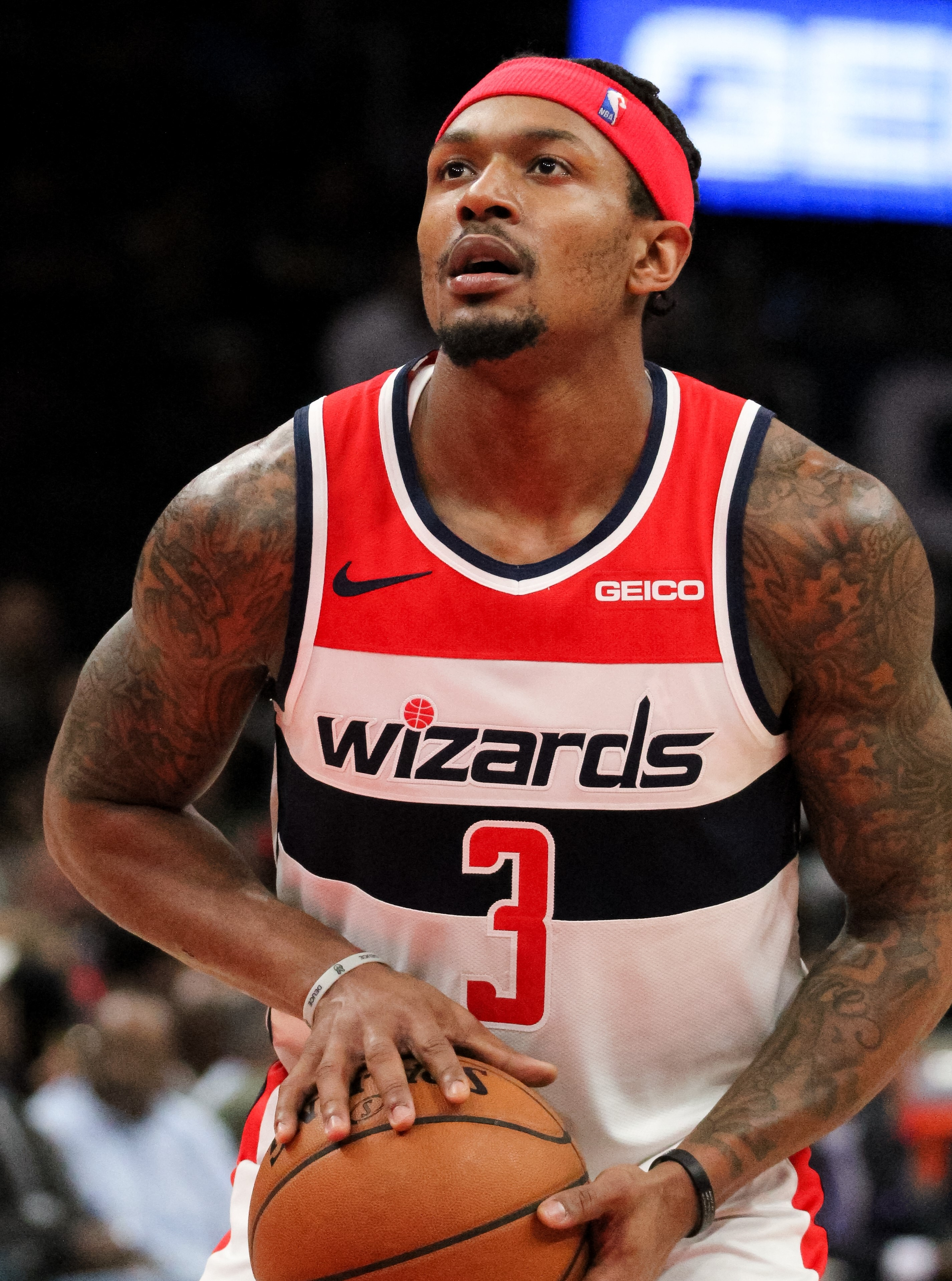
Beal en 2019.

Beal a terminé le mois de février avec une moyenne de 30,9 points par match, tout en tirant à 52,2%. Les 15 et 16 mars, il inscrit 40 points à deux reprises. Il a par la suite été nommé joueur de la semaine de sa conférence pour les matchs joués du 11 au 17 mars. En avril 2019, il est devenu le premier joueur de l’histoire de la franchise à atteindre 2 000 points, 400 rebonds et 400 passes décisives en une saison. Il est également devenu le premier joueur de l’histoire des Wizards à obtenir en moyenne au moins 25 points, 5 rebonds et 5 passes, tout en participant aux 82 matchs pour la deuxième saison consécutive.
Le 17 octobre 2019, Beal signe une prolongation de contrat de deux ans d’une valeur maximale de 72 millions de dollars pour rester chez les Wizards. Le 30 octobre, Beal enregistre 46 points et 8 passes contre les Rockets de Houston. En novembre, Beal a inscrit 44 points sur deux matchs consécutifs, contre les Celtics de Boston et les Timberwolves du Minnesota.
Le 23 février 2020, Beal égale son record en carrière avec 53 points dans une défaite contre les Bulls de Chicago. Pendant le match, Beal a également dépassé Jeff Malone pour devenir le deuxième meilleur marqueur de l'histoire des Wizards. Le lendemain, Beal a battu son record en carrière, cette fois avec une performance de 55 points contre les Bucks de Milwaukee, après prolongation. Beal est devenu le premier joueur à inscrire 50 points sur deux nuits consécutives depuis Kobe Bryant en 2007. Le 28 février, Beal a marqué 42 points en plus de 10 passes décisives dans une défaite contre le Jazz de l'Utah. Au total, Beal a obtenu une moyenne impressionnante de 36,2 points par match en février. Cela comprend une série dans laquelle Beal a marqué au moins 26 points en 21 matchs consécutifs. Au moment de la suspension de la saison en 2020, Beal a joué 57 matchs, obtenant en moyenne 30,5 points et 6,1 passes décisives. Il était le second meilleur scoreur derrière James Harden. Le 7 juillet 2020, les Wizards ont annoncé que Beal ne participerait pas au redémarrage de la saison NBA 2019-2020 à Walt Disney World à Orlando en raison d’une blessure à l’épaule.

##### Première sélection All-NBA Team (2020-2021)
Le 6 janvier 2021, Beal a de nouveau battu son record en carrière en atteignant les 60 points, mais dans une défaite contre les 76ers de Philadelphie, égalant le record de franchise de Gilbert Arenas. Le 18 février 2021, Beal est choisi pour participer à son troisième NBA All-Star Game en tant que titulaire. Après avoir commencé la saison avec un bilan de17-32, Beal a mené les Wizards sur une fin de saison à 17-6 pour obtenir la 8e place de la conférence Est. Aux côtés de Russell Westbrook, Beal mène les Wizards à une victoire contre les Pacers de l'Indiana au play-in tournament pour décrocher la dernière place participative aux playoffs, marquant la première apparition des Wizards en playoffs depuis 2018. Beal a également obtenu sa première sélection dans un All-NBA Team, en étant nommé dans la All-NBA Third Team.

##### Fin de saison prématurée (2021-2022)
Le 8 février 2022, Beal annonce qu'il doit subir une chirurgie de son poignet gauche, mettant fin à sa saison. Beal a joué quarante matchs pendant la saison, mais il réalise une mauvaise saison au tir, avec notamment un pourcentage de 30% à trois points. Il obtient sa meilleure moyenne à la passe avec une moyenne de 6,6 passes décisives par match.

##### Extension de contrat (2022-2023)
À l'issue de la saison, Beal refuse son option de 36,4 millions de dollars pour devenir un agent libre le 30 juin 2022. Il signe ensuite un nouveau contrat de 251 millions de dollars sur 5 ans.

#### Suns de Phoenix (2023-2025)
En juin 2023, il est transféré vers les Suns de Phoenix contre Chris Paul, Landry Shamet, plusieurs seconds tours de draft et la possibilité d'échanger des choix de draft.

#### Clippers de Los Angeles (depuis 2025)
Beal et les Suns rompent le contrat qui les lie courant juillet 2025. Beal négocie avec les Suns pour reçevoir 96 millions de dollars sur cinq ans au lieu des 110 millions qu'il aurait pu toucher de son contrat de 2022. Il signe ensuite avec les Clippers de Los Angeles pour deux saisons et 11 millions de dollars,.

## Clubs successifs
- 2011-2012 :  Gators de Floride (NCAA)
- 2012-2023 :  Wizards de Washington (NBA)
- 2023-2025 :  Suns de Phoenix (NBA)
- depuis 2025 :  Clippers de Los Angeles (NBA)

## Palmarès

### Sélection nationale
- Champion du monde des moins de 17 ans en 2010 avec les États-Unis.

### Distinctions personnelles

#### Sélection nationale
- MVP du Championnat du monde des moins de 17 ans en 2010.

#### NBA
- 3 sélections au All-Star Game en 2018, 2019 et 2021.
- All-NBA Third Team en 2021.
- NBA All-Rookie Team en 2013.
- Rookie du mois de décembre 2012 et du mois de janvier 2013 pour la Conférence Est[43].
- NBA Community Assist Award en 2019.

#### Universitaires
- McDonald's All-American (2011)
- Mr. Show-Me Basketball (2011)
- Gatorade Player of the Year (2011)
- First-team All-SEC (2012)

## Statistiques

### Universitaires
| Saison    | Équipe   | Matchs | Titul. | Min./m | % Tir | % 3pts | % LF | Rbds/m. | Pass/m. | Int/m. | Ctr/m. | Pts/m. |
| --------- | -------- | ------ | ------ | ------ | ----- | ------ | ---- | ------- | ------- | ------ | ------ | ------ |
| 2011-2012 | Floride  | 37     | 37     | 34,2   | 44,5  | 33,9   | 76,9 | 6,70    | 2,20    | 1,40   | 0,80   | 14,80  |
| Carrière  | Carrière | 37     | 37     | 34,2   | 44,5  | 33,9   | 76,9 | 6,70    | 2,20    | 1,40   | 0,80   | 14,80  |

### Saison régulière
| Meilleur joueur de cette catégorie statistique de la saison |

gras = ses meilleures performances
| Saison        | Équipe        | Matchs | Titul. | Min./m | % Tir | % 3pts | % LF | Rbds/m. | Pass/m. | Int/m. | Ctr/m. | Pts/m. |
| ------------- | ------------- | ------ | ------ | ------ | ----- | ------ | ---- | ------- | ------- | ------ | ------ | ------ |
| 2012-2013     | Washington    | 56     | 46     | 31,2   | 41,0  | 38,6   | 78,6 | 3,77    | 2,46    | 0,89   | 0,52   | 13,93  |
| 2013-2014     | Washington    | 73     | 73     | 34,7   | 41,9  | 40,2   | 78,8 | 3,74    | 3,33    | 0,97   | 0,25   | 17,11  |
| 2014-2015     | Washington    | 63     | 59     | 33,5   | 42,7  | 40,9   | 78,3 | 3,83    | 3,08    | 1,21   | 0,29   | 15,27  |
| 2015-2016     | Washington    | 55     | 35     | 31,1   | 44,9  | 38,7   | 76,7 | 3,42    | 2,95    | 0,98   | 0,20   | 17,42  |
| 2016-2017     | Washington    | 77     | 77     | 34,9   | 48,1  | 40,3   | 82,5 | 3,08    | 3,45    | 1,12   | 0,27   | 23,10  |
| 2017-2018     | Washington    | 82     | 82     | 36,3   | 46,0  | 37,5   | 79,1 | 4,43    | 4,55    | 1,17   | 0,44   | 22,65  |
| 2018-2019     | Washington    | 82     | 82     | 36,9   | 47,5  | 35,1   | 80,8 | 5,01    | 5,46    | 1,48   | 0,71   | 25,60  |
| 2019-2020     | Washington    | 57     | 57     | 36,0   | 45,5  | 35,3   | 84,3 | 4,25    | 6,09    | 1,25   | 0,40   | 30,56  |
| 2020-2021     | Washington    | 60     | 60     | 35,8   | 48,5  | 34,9   | 88,9 | 4,72    | 4,42    | 1,15   | 0,37   | 31,30  |
| 2021-2022     | Washington    | 40     | 40     | 36,0   | 45,1  | 30,0   | 83,3 | 4,72    | 6,62    | 0,90   | 0,38   | 23,20  |
| 2022-2023     | Washington    | 50     | 50     | 33,5   | 50,6  | 36,5   | 84,2 | 3,90    | 5,40    | 0,90   | 0,70   | 23,20  |
| 2023-2024     | Phoenix       | 53     | 53     | 33,3   | 51,3  | 43,0   | 81,3 | 4,40    | 5,00    | 1,00   | 0,50   | 18,20  |
| 2024-2025     | Phoenix       | 53     | 38     | 32,1   | 49,7  | 38,6   | 80,3 | 3,30    | 3,70    | 1,10   | 0,50   | 17,00  |
| Carrière      | Carrière      | 801    | 752    | 34,4   | 46,4  | 37,6   | 82,1 | 4,10    | 4,30    | 1,10   | 0,40   | 21,50  |
| All-Star Game | All-Star Game | 3      | 1      | 21,7   | 51,4  | 43,3   | 0,0  | 1,00    | 2,33    | 1,00   | 0,00   | 17,00  |

Mise à jour à l'issue de la saison NBA 2024-2025.

### Playoffs
| Saison   | Équipe     | Matchs | Titul. | Min./m | % Tir | % 3pts | % LF | Rbds/m. | Pass/m. | Int/m. | Ctr/m. | Pts/m. |
| -------- | ---------- | ------ | ------ | ------ | ----- | ------ | ---- | ------- | ------- | ------ | ------ | ------ |
| 2014     | Washington | 11     | 11     | 41,6   | 42,4  | 41,5   | 79,6 | 4,91    | 4,55    | 1,64   | 0,64   | 19,18  |
| 2015     | Washington | 10     | 10     | 41,8   | 40,5  | 36,5   | 83,1 | 5,50    | 4,60    | 1,60   | 0,70   | 23,40  |
| 2017     | Washington | 13     | 13     | 38,9   | 47,1  | 28,7   | 82,0 | 3,38    | 2,69    | 1,62   | 0,62   | 24,85  |
| 2018     | Washington | 6      | 6      | 35,9   | 45,4  | 46,7   | 87,0 | 3,33    | 2,83    | 1,17   | 0,33   | 23,17  |
| 2021     | Washington | 5      | 5      | 39,1   | 45,5  | 21,9   | 86,1 | 6,20    | 4,20    | 0,80   | 0,60   | 30,00  |
| 2024     | Phoenix    | 4      | 4      | 38,5   | 44,1  | 43,5   | 80,0 | 2,80    | 4,50    | 0,80   | 0,30   | 16,50  |
| Carrière | Carrière   | 49     | 49     | 39,7   | 44,2  | 35,3   | 82,8 | 4,40    | 3,80    | 1,40   | 0,60   | 22,90  |

## Records sur une rencontre en NBA
Les records personnels de Bradley Beal en NBA sont les suivants, :
| Type de statistique        | Saison régulière | Saison régulière            | Saison régulière | Playoffs | Playoffs              | Playoffs      |
| Type de statistique        | Record           | Adversaire                  | Date             | Record   | Adversaire            | Date          |
| -------------------------- | ---------------- | --------------------------- | ---------------- | -------- | --------------------- | ------------- |
| Points                     | 60               | @ 76ers de Philadelphie     | 6 janvier 2021   | 38       | @ Celtics de Boston   | 15 mai 2017   |
| Paniers marqués            | 21               | @ Trail Blazers de Portland | 5 décembre 2017  | 15       | Celtics de Boston     | 12 mai 2017   |
| Paniers tentés             | 38               | @ Knicks de New York        | 23 décembre 2019 | 27       | Hawks d'Atlanta       | 19 avril 2017 |
| Paniers à 3 points réussis | 9                | Grizzlies de Memphis        | 16 mars 2019     | 6        | Raptors de Toronto    | 27 avril 2018 |
| Paniers à 3 points tentés  | 15               | @ Jazz de l'Utah            | 28 février 2020  | 14       | @ Hawks d'Atlanta     | 24 avril 2017 |
| Lancers francs réussis     | 18               | @ Bulls de Chicago          | 23 février 2020  | 10       | Raptors de Toronto    | 26 avril 2015 |
| Lancers francs tentés      | 20               | @ Bulls de Chicago          | 23 février 2020  | 11       | Raptors de Toronto    | 26 avril 2015 |
| Rebonds offensifs          | 6                | 2 fois                      | 2 fois           | 3        | 4 fois                | 4 fois        |
| Rebonds défensifs          | 11               | Hornets de Charlotte        | 2 février 2015   | 7        | @ Hawks d'Atlanta     | 13 mai 2015   |
| Rebonds totaux             | 12               | Nuggets de Denver           | 22 février 2013  | 9        | @ Raptors de Toronto  | 18 avril 2015 |
| Passes décisives           | 17               |                             |                  | 8        | Hawks d'Atlanta       | 9 mai 2015    |
| Interceptions              | 6                | Hornets de Charlotte        | 29 décembre 2018 | 5        | @ Pacers de l'Indiana | 5 mai 2014    |
| Contres                    | 4                | 2 fois                      | 2 fois           | 3        | 3 fois                | 3 fois        |
| Balles perdues             | 9                | Bucks de Milwaukee          | 24 février 2020  | 6        | 2 fois                | 2 fois        |
| Minutes jouées             | 55               | Raptors de Toronto          | 13 janvier 2019  | 48       | @ Raptors de Toronto  | 18 avril 2015 |

- Double-double : 41 (dont 1 en playoffs)
- Triple-double : 2

Dernière mise à jour : 23 mars 2023

## Salaires

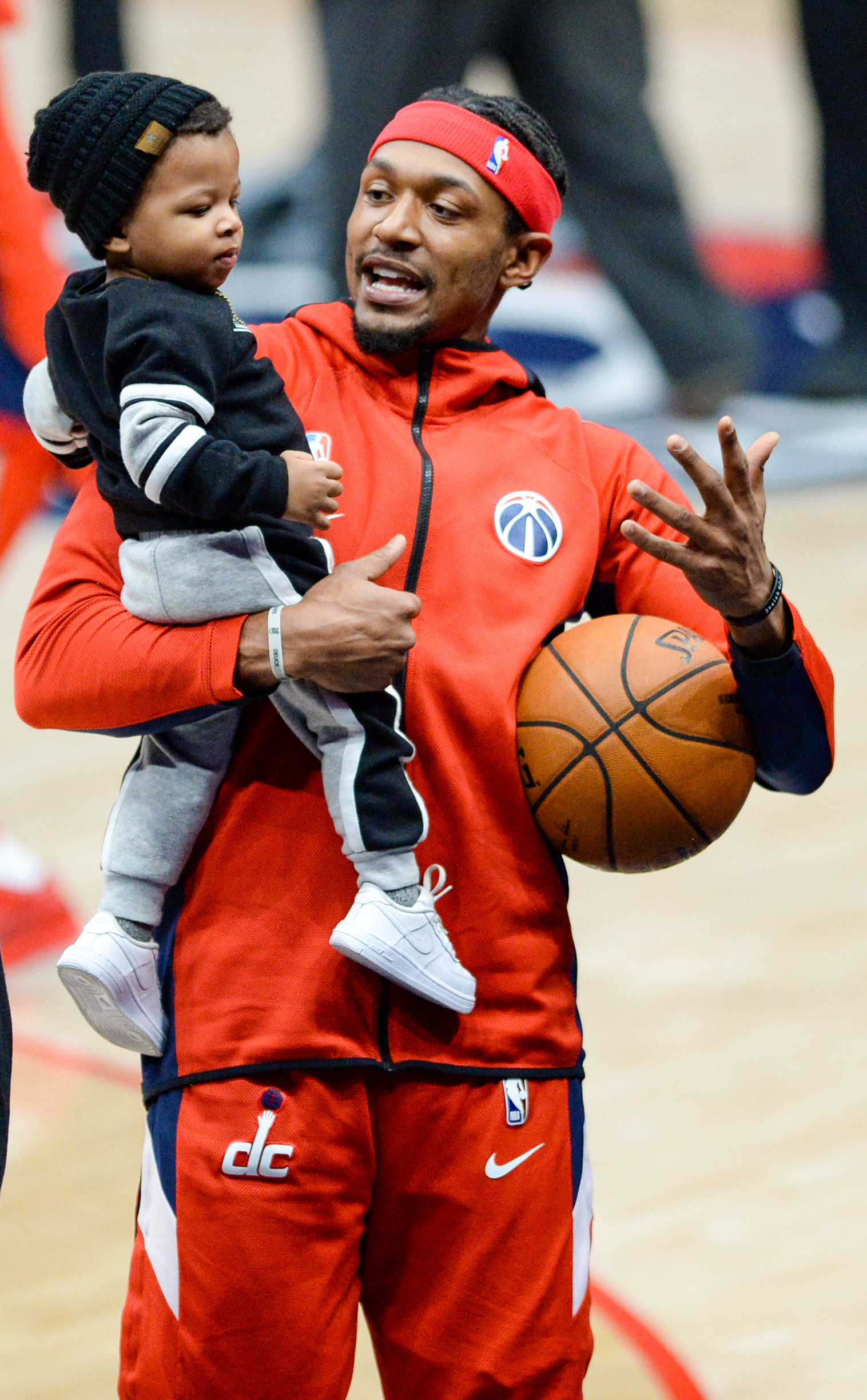
Beal et son fils, Deuce, en 2019.

| Année       | Équipe      | Salaire       |
| ----------- | ----------- | ------------- |
| 2012-2013   | Washington  | 4 133 280 $   |
| 2013-2014   | Washington  | 4 319 280 $   |
| 2014-2015   | Washington  | 4 505 280 $   |
| 2015-2016   | Washington  | 5 694 974 $   |
| 2016-2017   | Washington  | 22 116 750 $  |
| 2017-2018   | Washington  | 23 775 506 $  |
| 2018-2019   | Washington  | 25 434 262 $  |
| 2019-2020   | Washington  | 27 093 019 $  |
| 2020-2021   | Washington  | 28 751 775 $  |
| 2021-2022   | Washington  | 34 502 130 $  |
| 2022-2023   | Washington  | 43 279 250 $  |
| Total Gains | Total Gains | 223 605 506 $ |
| 2023-2024   | Washington  | 46 741 590 $  |
| 2024-2025   | Washington  | 50 203 930 $  |
| 2025-2026   | Washington  | 53 666 270 $  |
| 2026-2027   | Washington  | 57 128 610 $  |

## Pour approfondir